# D1 (format vidéo)
Pour les articles homonymes, voir D1.
D1 est une norme d’enregistrement de signaux vidéo sur bande magnétique. Inventé en 1986 par Sony et BTS (en), c'est le premier format de vidéo numérique à destination des professionnels.

## Utilisation
Le format numérique D1 n'existe qu'en magnétoscope, pour la postproduction haut de gamme des années 1990.
Ce type d'équipement était surtout utilisé pour l'enregistrement des séries & sitcoms tournés en vidéo, tels que Seconde B, diffusée en 1993 sur France 2.

## Caractéristiques
- Type de bande 3/4"
- Échantillonnage Y CrCb : 4.2.2
- Quantification : 8 bits
- Compression : aucune
- Débit enregistrement : 172 Mbit/s

## Appareils
Les appareils commercialisés utilisant cette technologie sont les suivants : 

### Sony
- DVR-1000
- DVR-2000
- DVR-2100

### BTS
- DCR-100
- DCR-300
- DCR-500